# 協和工業 (大阪府)
協和工業株式会社（きょうわこうぎょう、英：KYOWA MANUFACTURING CO.,LTD.）は、大阪府大阪市西淀川区に本社を置く、家庭用品・日用雑貨の製造販売を手がける日本のメーカー。市場や時流を分析した商品を企画・製造している。

## 沿革
- 1956年（昭和31年）3月 - 創業者の中村熊雄により設立。大阪市西淀川区佃に本社・工場を建設、業務用ケトル発売
- 1962年（昭和37年）- 射出成形機を導入。洗面器、洗濯ハンガー、日本初のPE製植木鉢を発売
- 1970年（昭和45年）- ブロー成形機を導入、ポリタンク発売
- 1981年（昭和56年）- アルミ製厚板鍋、ケトル発売
- 1990年（平成2年）- フッ素コーティングフライパン、鍋発売
- 1992年（平成4年）- 真空魔法瓶発売
- 2001年（平成13年）- ステンレス製フライパン、鍋発売
- 2011年（平成23年）- 中村雅之が代表取締役に就任
- 2013年（平成25年）- 東京インターナショナルギフトショー秋 初出展
- 2015年（平成27年）- 韓国ソウル支店開設
- 2016年（平成28年）- 渋谷区恵比寿西に東京支店開設
- 2017年（平成29年）- スーパーストーンバリア包丁発売
- 2018年（平成30年）- 中村久美子が代表取締役に就任。ニューヨークNY NOW Summer2018 初出展、香港COSMOPROF ASIA2018 初出展
- 2019年（平成31年/令和元年）- シカゴInternational home+housewares show 2019 初出展。中国支店を寧波から深圳に移転
- 2023年（令和5年）- 東京インターナショナルギフトショー春 出展（20回連続）。ムテキバサミ発売。目黒区中目黒に協和ビルが竣工し、東京支店を移転。名古屋市中区に名古屋支店開設
- 2024年（令和6年）- シカゴThe Inspired Home Show 2024 初出展。販促EXPO春 初出展。セールスプロモーションを支援する実演販売士事務所『KYOWA STUDIO』を開設。ニクサス　プロ発売

## 製品
- キッチン用品
- インテリア、寝具
- 美容製品
- サニタリー製品

- 掃除用品
- 健康器具
- 季節商品
- 文具

## 主要商品

### ムテキシリーズ
- ムテキバサミ
- ムテキバリア
- ムテキボード
- ムテキブタ
- ムテキピーラー
- ムテキマクラ
- ムテキインソール

### Gゼロシリーズ
- Gゼロマグボトル
- Gゼロクッション
- Gゼロインソール
- Gゼロポケット傘

### 夢ゲンシリーズ
- 夢ゲンブラシ
- 夢ゲンピーラー
- 夢ゲンネクタイ
- 夢ゲンナイフ
- 夢ゲンクールタオル
- 夢ゲンクール枕マット

### その他
- ループオーシャンタオル
- 5セカンズシャイン
- ミルフィーユファイバークロス
- タップモッパー

## 支店
- 東京支店
- 名古屋支店
- 韓国支店（ソウル市）
- 中国深圳支店（広東省深圳市）

## メディア情報

### 夢ゲンシリーズ

#### 夢ゲンナイフ
- 2022年10月10日乃木坂工事中

### ムテキシリーズ

#### ムテキバサミ
- 2023年9月19日 ヒルナンデス!
- 2024年5月24日 ザワつく!金曜日

#### ムテキインソール
- 2024年2月21日 ひるおび

### その他

#### Gゼロポケット傘
- 2021年5月10日 月曜から夜ふかし
- 2023年6月1日 めざましテレビ

#### ガラスロックバリア
- 2021年11月7日 二宮ん家

#### スーパーストーンバリア包丁
- 2021年5月22日 サンドウィッチマン&芦田愛菜の博士ちゃん
- 2024月4月28日 行列のできる相談所

#### ループオーシャンタオル
- 2024月1月3日 二宮ん家
- 2024年2月27日ヒルナンデス!